# Eilandjes van Langerhans

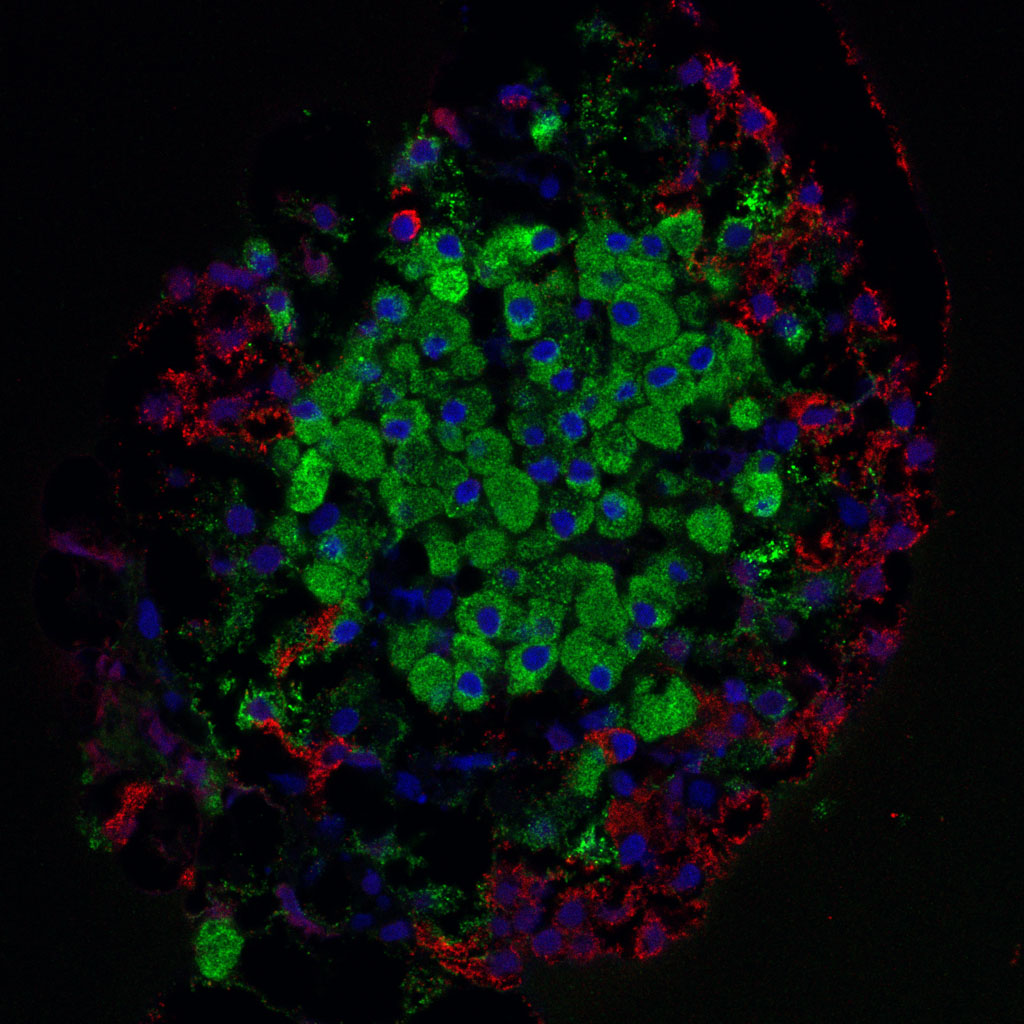
Een eilandje van Langerhans (pancreas van rat): bètacellen (groen), alfacellen (rood), celkernen (blauw).

De eilandjes van Langerhans (genoemd naar hun 19e-eeuwse Duitse ontdekker Paul Langerhans) vormen het endocriene deel van de alvleesklier. Ze produceren hormonale stoffen, die rechtstreeks in de bloedsomloop terechtkomen, niet in de alvleesklier zelf. Ze beslaan maar 1 tot 2% van het gehele pancreasvolume.
Alle cellen van de eilandjes van Langerhans ontstaan in het endoderm. 
Er bestaan verschillende soorten cellen in de eilandjes van Langerhans. De zogeheten α-cellen (ca. 20%) produceren glucagon, de β-cellen (ca. 80%) insuline, de δ-cellen somatostatine, de PP-cellen (vroeger γ-cellen genoemd) pancreas polypeptide en de ε-cellen ghreline.
Eilandjes van Langerhans dienen niet verward te worden met de cellen van Langerhans, die een rol spelen bij het immuunsysteem.
|  |  |